# Municipio de Center (condado de Calhoun)
El municipio de Center (en inglés: Center Township) es un municipio ubicado en el condado de Calhoun en el estado estadounidense de Iowa. En el año 2010 tenía una población de 820 habitantes y una densidad poblacional de 8,65 personas por km².

## Geografía
El municipio de Center se encuentra ubicado en las coordenadas 42°26′43″N 94°34′6″O / 42.44528, -94.56833. Según la Oficina del Censo de los Estados Unidos, el municipio tiene una superficie total de 94.84 km², de la cual 94,77 km² corresponden a tierra firme y (0,07 %) 0,07 km² es agua.

## Demografía
Según el censo de 2010, había 820 personas residiendo en el municipio de Center. La densidad de población era de 8,65 hab./km². De los 820 habitantes, el municipio de Center estaba compuesto por el 99,51 % blancos, el 0,24 % eran afroamericanos, el 0,12 % eran amerindios, el 0,12 % eran asiáticos. Del total de la población el 0,37 % eran hispanos o latinos de cualquier raza.